# Montegiovi
Pour la montagne du nord de Florence, voir Monte Giovi.
Montegiovi est une frazione située sur la commune de Castel del Piano, province de Grosseto, en Toscane, Italie. Au moment du recensement de 2011 sa population était de 175 habitants.

## Géographie
Le hameau est situé sur les pentes ouest du Mont Amiata, en la Val d'Orcia grossetaine, à 50 km au nord-est de la ville de Grosseto.

## Monuments
- Église San Martino (XIIIe siècle)
- Église Madonna degli Schiavi, reconstruite en 1868
- Fortifications médiévales